# Orden del Interser
La Orden del Interser (en vietnamita: Tiếp Hiện, en francés: Ordre de l'Interêtre) es una comunidad budista internacional de monjes, monjas y laicos de la Tradición Plum Village, fundada entre 1964 y 1966 por el monje budista vietnamita Thích Nhất Hạnh.
En vietnamita recibe el nombre de Tiếp Hiện (接現) un término lingüístico chino-vietnamita. El término es anterior a la formación de la Orden de Interser, aunque menos conocido su origen. Tiếp significa «estar en contacto con» o «continuar». Hiện significa «darse cuenta» o «lograrlo aquí y ahora». La traducción «Interser» es un término acuñado por Thich Nhat Hanh para representar los principios budistas del anatta, el pratityasamutpada y el madyámaka o comprensión del śūnyatā. Los miembros de la orden están representados en la «cuádruple Sangha» (comunidad budista) así: por una parte, los monjes y monjas, y por la otra, los laicos hombres y mujeres; y el principio guía de la agrupación religiosa se encuentra recopilado en los «Catorce entrenamientos de la atención plena».
La primera ceremonia de ordenación se llevó a cabo el 5 de febrero de 1966, año del caballo en Vietnam, y en ella fueron ordenados los primeros seis monjes: Phan Thi Mai, Cao Ngoc Phuong, Phan Thuy Uyen, Do Van Khone, Nguyen Van Phuc y Bui Van Thanh.
En 2006, el número de personas en el mundo que se habían unido formalmente a la Orden del Interser era de más de 1000, pertenecientes a treinta nacionalidades diferentes.